# Eclipse lunar de 3 de maio de 1958
| Eclipse Lunar Parcial 3 de maio de 1958 | Eclipse Lunar Parcial 3 de maio de 1958 |
| --- | --------------------------------------- |
| A Lua cruzando a borda norte do cone de sombra da Terra, de oeste para leste (da direita para a esquerda), com apenas a extremidade sul da Lua obscurecida. |                                         |
| Gamma | +1,0188                                 |
| Saros (e membro) | 140 (21 de 77)                          |
| Sequência de eclipses lunares |                                         |
| Anterior | 4 de abril de 1958                      |
| Próximo | 27 de outubro de 1958                   |
| Duração (hr:mn:sc) |                                         |
| Parcial | 0:21:04                                 |
| Penumbral | 4:02:18                                 |
| Fases e Horários do Eclipse (UTC) |                                         |
| P1 | 10:11:46                                |
| U1 | 12:02:21                                |
| Máximo | 12:12:57                                |
| U4 | 12:23:25                                |
| P4 | 14:14:04                                |

O eclipse lunar de 3 de maio de 1958 foi um eclipse parcial, o segundo de três eclipses lunares do ano, e único como eclipse parcial.
Teve magnitude umbral de 0,0148 e penumbral de 0,9866. A parcialidade durou 21 minutos.
A Lua passou pela extremidade ou borda norte da sombra terrestre, o qual cobriu apenas uma pequena parte da Lua, no polo sul lunar (cerca de 0,9% da superfície do satélite). Esta parte da Lua estava totalmente escura pela umbra, enquanto o restante do disco que estava coberto pela penumbra, se apresentou gradualmente menos brilhante e mais escura à medida que se aproximava da região afetada pela sombra da Terra. Foi um dos eclipses parciais mais curtos e de magnitude baixa do século XX.
A Lua cruzou a extremidade sul da sombra da Terra, em nodo ascendente, dentro da constelação de Libra.
Embora tecnicamente seja um eclipse parcial, a Lua mal cortou a sombra umbral da Terra, que pode ter sido muito difícil de observar na prática; embora um sombreamento através da lua da sombra penumbral da Terra devesse ter sido visível no eclipse máximo. O eclipse parcial durou exatamente 21 minutos.

## Série Saros
Eclipse pertencente ao ciclo lunar Saros de série 140, sendo este de número 21, num total de 77 eclipses na série. Foi o primeiro eclipse parcial da série. O último eclipse deste ciclo foi o eclipse penumbral de 22 de abril de 1940, e o seguinte será com o eclipse parcial de 13 de maio de 1976.

## Visibilidade
Foi visível no leste da Ásia, Austrália, Oceano Pacífico, e oeste das Américas.
| Região do planeta onde o eclipse foi visível durante o máximo do fenômeno - 12:12 UTC. Tuvalu, obteve a melhor observação do meio do eclipse, de onde foi visível à meia-noite. |
| Mapa de visibilidade do eclipse |